# Дубине (Красноярузький район)
Дубине (рос. Дубино) — селище у Красноярузькому районі Бєлгородської області Російської Федерації.
Населення становить 5 осіб. Входить до складу муніципального утворення міське поселення селище Красна Яруга.

## Історія
Населений пункт розташований у східній частині української суцільної етнічної території — східній Слобожанщині.
Згідно із законом від 20 грудня 2004 року № 159 від 20 грудня 2004 року органом місцевого самоврядування є міське поселення селище Красна Яруга.

## Населення
| 2002 | 2010 |
| ---- | ---- |
| 9    | ↘5   |